# 斯坦尼斯拉夫·科奇耶夫

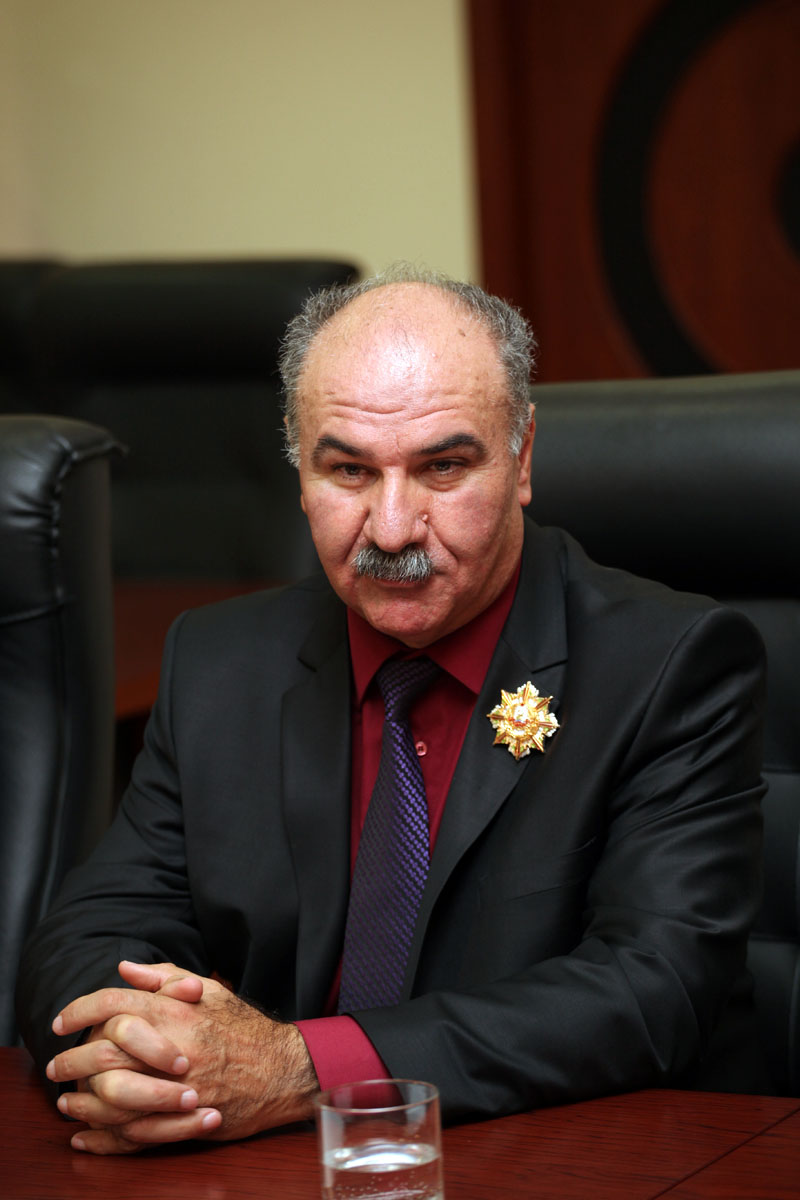
斯坦尼斯拉夫·科奇耶夫

斯坦尼斯拉夫·雅科夫列维奇·科奇耶夫（羅馬化：Košty Jakovy fyrt Stanislav，羅馬化：st'anislav k'ochievi；1954年4月7日—）是南奥塞梯的一位政治家，曾任南奥塞梯议会主席。
科奇耶夫出生于库尔塔，并在茨欣瓦利上学，后就读于国立师范学院。1977年毕业后，他成为了一名高中历史教师。1980年，科奇耶夫加入苏联共产党在当地的支部，1988年成为意识形态部门负责人。
1991年，南奥塞梯宣布独立后，科奇耶夫领导民族事务委员会，并负责新闻与出版部。
科奇耶夫当选为南奥塞梯共产党第一书记，至今仍领导该党。在1990年南奥塞梯最高苏维埃选举中，他首次当选为议员，之后长期担任此职，1999年成为议会主席。在2004年南奥塞梯议会选举中，南奥塞梯共产党表现不佳，科奇耶夫的议会主席职位被兹瑙尔·加西耶夫取代。尽管南奥塞梯共产党在2009年南奥塞梯议会选举中的表现仍然不佳，但科奇耶夫再次当选为议长。在2014年南奥塞梯议会选举中，南奥塞梯共产党失去所有议席，议会主席改由“联合奥塞梯”的阿纳托利·比比洛夫担任。
在2001年南奥塞梯总统选举中，科奇耶夫在第一轮选举获得25%的选票，位列第二，因此进入第二轮，与爱德华·科科伊特竞争；在第二轮选举中，科奇耶夫以40%对53%的票数败选 。
2016年，科奇耶夫加入起草南奥塞梯新宪法的委员会。
科奇耶夫已婚，有1个女儿。